# Aprószemes boglárka

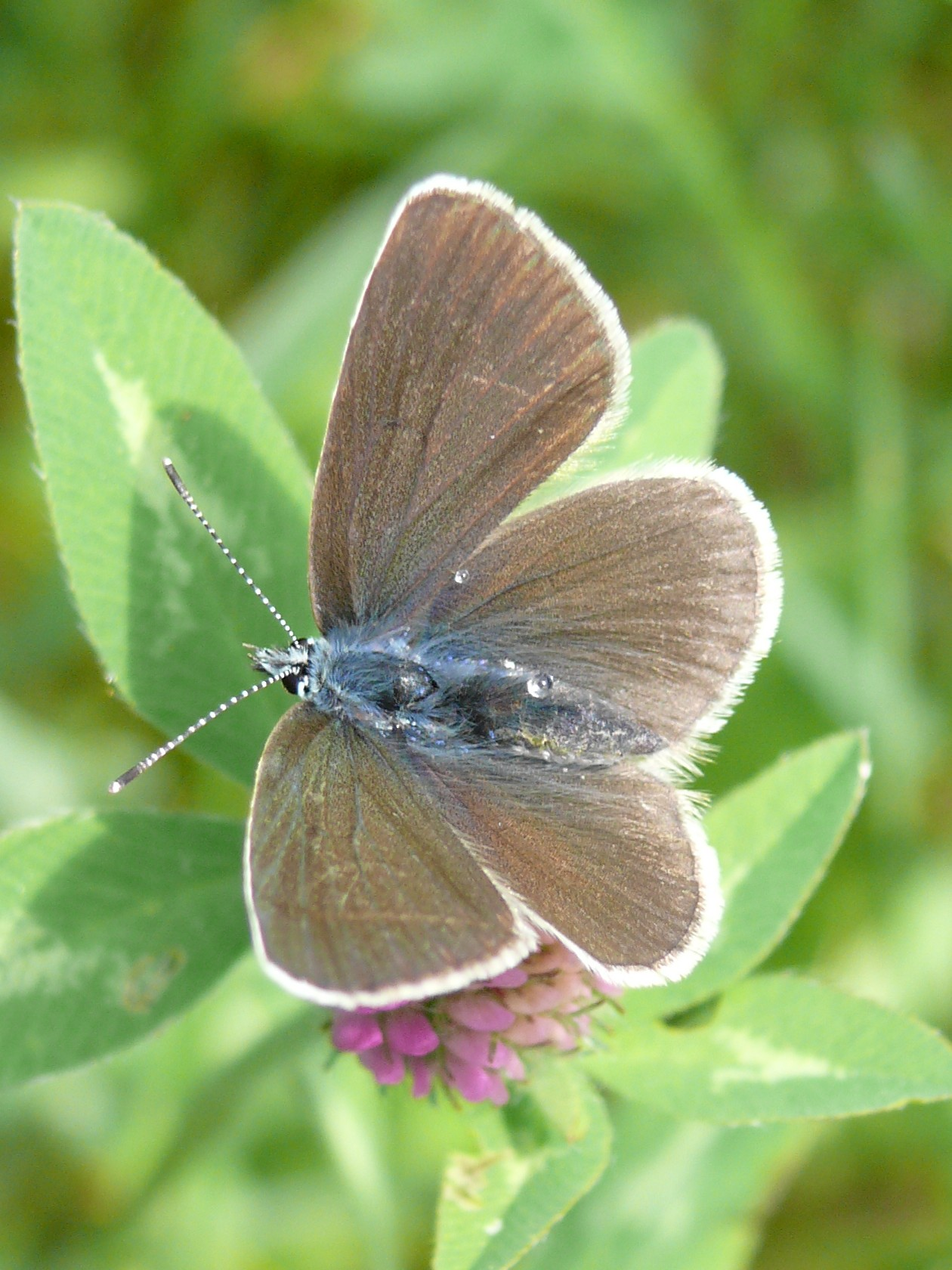
Nőstény példány

Az aprószemes boglárka (Polyommatus semiargus) a boglárkalepkék (Lycaenidae) családjában a Polyommatus nem Cyaniris alnemének egyik faja.

## Előfordulása
Megtalálható egész Európában és Ázsia nagy részén — az Ibériai-félszigettő Mongóliáig. Magyarországon helyenként gyakori. Afrika északnyugati partvidékén a Polyommatus maroccana helyettesíti.

## Megjelenése
Szárnyának fesztávolsága 3,1–3,5 centiméter; az első szárny felső szegélye 13–17 mm hosszú. A hím szárnya fölül sötét ibolyáskék (acélkék, tintakék), az erek mentén fekete. A szárny felületén is sok a fekete pikkely. A külső szegély fekete csíkja viszonylag keskeny, elmosódott; a sejtvégi foltocska olykor látható. A nőstény fölül sötétbarna; rajzolata a híméhez hasonló. Mindkét ivar rojtja fehér, szárnyuk fonákja világos, szürkés bőrbarna (melegbarna), amin a rajzolatból csak a két szemfoltsor maradt meg, a szegélyfoltsornak nyoma sincs.

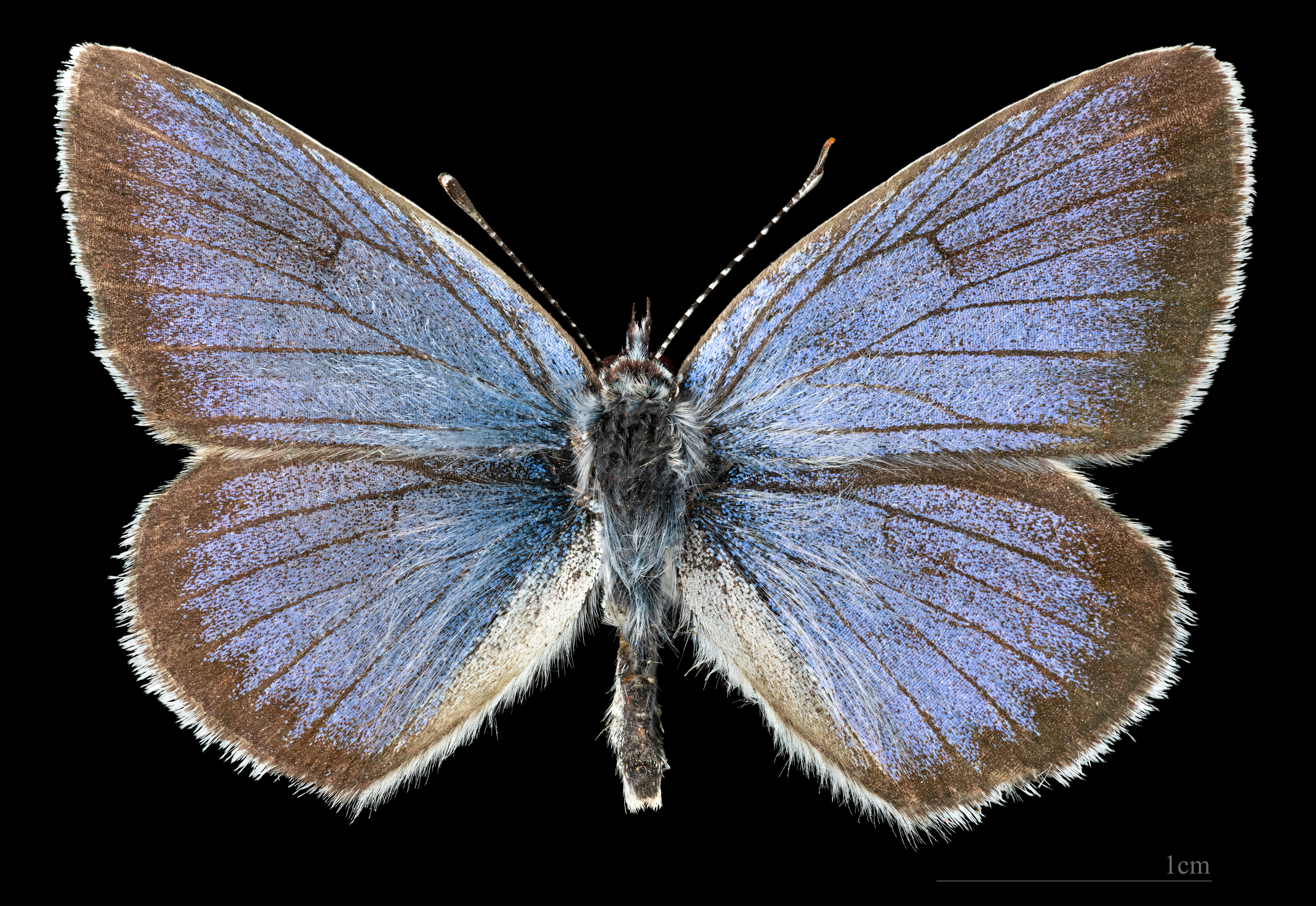
Cyaniris semiargus ♂
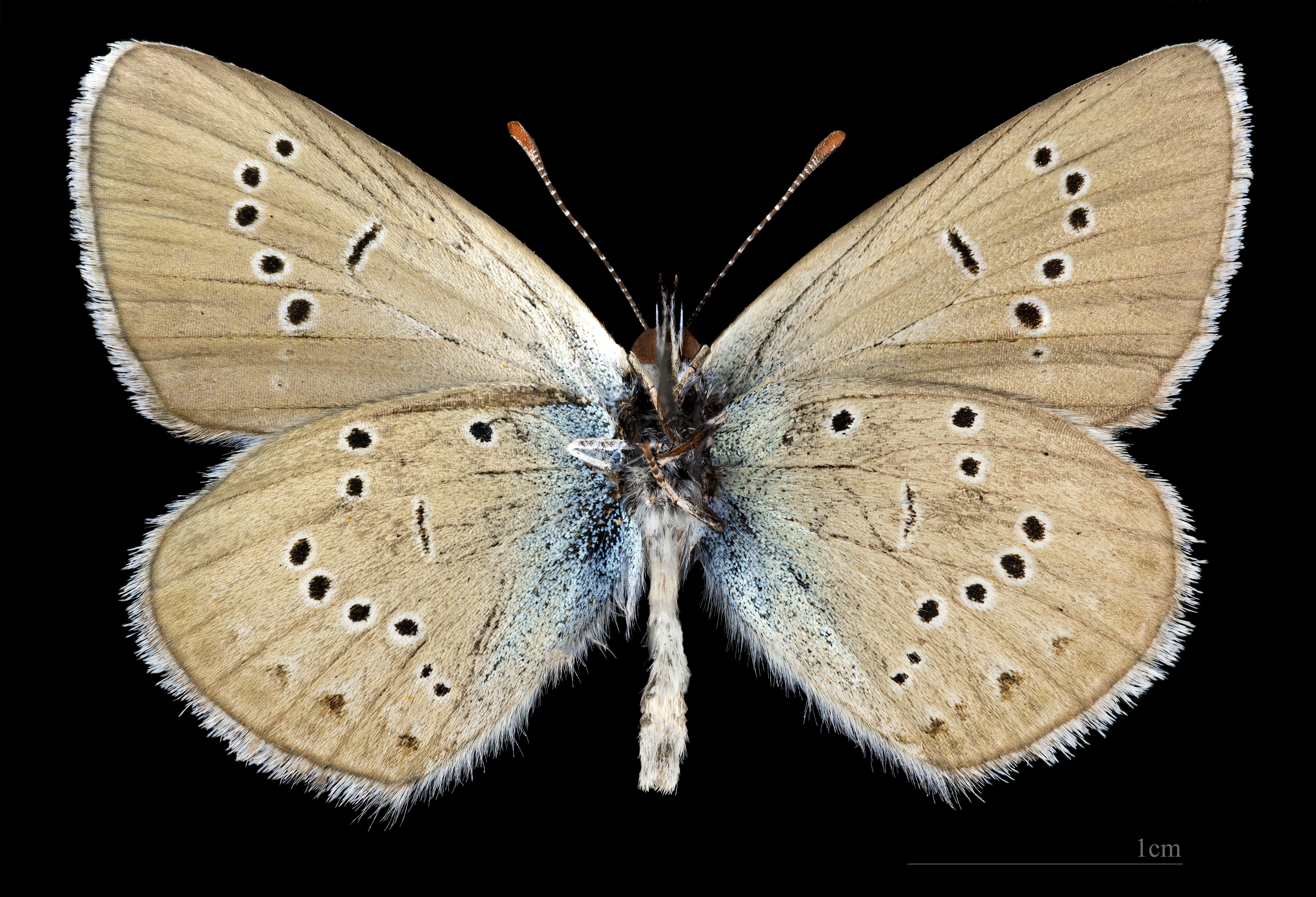
Cyaniris semiargus ♂  △

Hernyója zöldessárga, sötét hát- és oldalvonalakkal.

## Életmódja
Virágos réteken, domboldalakon és kaszálókon, erdőirtásokban és nyiladékokban, árokpartokon gyakori; a magashegységekben is. Az imágók sokszor tömegesen szívogatnak a kátyúkban, a nedves földön. A kifejezetten száraz területeket nem kedveli. Tömegesen csak ritkán jelenik meg.
A mozgékony hímek, általában őrzik territóriumukat, de előfordul, hogy nagy területeket kóborolnak be. A nőstény keveset mozog, inkább a hosszú fűszálak végén üldögél, majd a tápnövény virágjára és levelére petézik.
Oligofág hernyójának tápnövényei különféle pillangósok  (Fabaceae vagy Leguminosae); főképp:
- nyúlszapuka (Anthyllis vulneraria),
- orvosi somkóró (Melilotus officinalis),
- kaszanyűg-bükköny (Vicia cracca),
- különféle herék (Trifolium spp.).

és más, apró termetű növények. A hernyó fejlődésének korai szakaszában telel át. A hernyókat hangyák (Lasius spp.) őrzik.

## Szaporodása
Faunavidékünkön egy hosszú nemzedéke májustól júliusig repül; a legtöbb példánnyal június végén találkozhatunk.

## Alfajok, változatok
- Polyommatus (Cyaniris) semiargus ssp. amurensis
- Polyommatus (Cyaniris) semiargus ssp. semiargus (törzsváltozat)
- Polyommatus (Cyaniris) semiargus ssp. tartessus

A hegyvidéken élő példányok általában kisebbek — Polyommatus semiargus f. montana

## Hasonló fajok
- hegyi törpeboglárka (Cupido osiris)
- nagyszemes boglárka (Glaucosyche alexis)